# Voor een verloren soldaat
Pour plus de détails, voir Fiche technique et Distribution.
Voor een verloren soldaat (titre anglais For a Lost Soldier; titre français Pour un soldat perdu) est un film néerlandais de Roeland Kerbosch (1992), adapté du roman autobiographique du chorégraphe Rudi van Dantzig.

## Synopsis
Le film raconte les souvenirs d'un garçon qui, à la fin de la Seconde Guerre mondiale, alors qu'il n'avait que 12 ans, avait été envoyé avec d'autres enfants à la campagne, en Frise à cause des bombardements alliés. La libération venant, il devint l'ami d'un jeune soldat canadien. Peu à peu ils vont tomber amoureux l'un de l'autre et vivre une passion intense qui marquera l'enfant toute sa vie.

## Fiche technique
- Titre original : Voor een verloren soldaat (le film est édité en version originale sous-titrée en français avec le titre Pour un soldat perdu)
- Réalisation : Roeland Kerbosch
- Scénario : Don Bloch, Roeland Kerbosch et Rudi van Dantzig (auteur du roman)
- Son :
- Musique originale : Joop Stokkermans
- Images : Nils Post
- Montage : August Verschueren
- Décors : Vincent de Pater
- Costumes : Jany Temine
- Production : Matthijs van Heijningen
- Distribution : Malofilm Distribution, Concorde Pictures
- Pays d'origine : Pays-Bas
- Langue : néerlandais, anglais, frison
- Format : Couleurs () - 1,85:1 (Vistavision) - son Mono - 35 mm
- Genre : drame
- Durée : 92 minutes
- Date de sortie :  (France et Belgique) ; le 18 septembre 1992 au Canada, à Toronto, pour le Festival international du film de Toronto, où il reçut un très bon accueil, le 22 mai 1992 aux Pays-Bas et le 13 mars 2004 en Afrique du Sud, à l'occasion du Johannesburg Pride South Africa Gay and Lesbian Film Festival.

## Distribution
- Maarten Smit : Jeroen Boman (enfant)
- Jeroen Krabbé : Jeroen Boman (adulte)
- Andrew Kelley : Walt Cook
- Freark Smink : Hait
- Elsje de Wijn : Mem
- Derk-Jan Kroon : Jan
- Wiendelt Hooijer : Henk
- Iris Misset : Bonden
- Gineke de Jager : Elly
- Tatum Dagelet : Gertie
- Marie-José Kouwenhoven : Renske
- Valerie Valentine : Laura
- William Sutton : Chuck
- Andrew Butling : Buikspreker
- Andrew Cassani : Winslow